# Гелдиашвили, Надежда Васильевна
Надежда Васильевна Гелдиашвили (5 июля 1912 года, Гори, Горийский уезд, Тифлисская губерния, Российская империя — 11 октября 1969 года, Гори, Грузинская ССР) — учительница средней школы № 11, город Гори, Грузинская ССР.

## Биография
Родилась в 1912 году в Гори. В 1927 году окончила трудовую школу в Гори и в 1931 году — Горийский сельскохозяйственный техникум. Трудилась учительницей в селе Скра Горийского района, где преподавал географию и биологию. С 1934 года — преподаватель географии в средней школе № 2 в Гори. В 1941 году окончила заочное отделение биологического факультета Тбилисского государственного университета по специальности «учитель биологии» в 1951 году — заочное отделение географического факультета Горийского педагогического института по специальности «учитель географии». С 1945 года — член ВКП(б).
В своей педагогической деятельности добилась стопроцентной успеваемости. Руководила школьным географическим, туристическим и краеведческим кружком, члены которого совершали поездки по Грузии и собирали этнографические и биологические материалы.
Указом Президиума Верховного Совета СССР от 1 июля 1968 года удостоена звания Героя Социалистического Труда за «большие заслуги в деле обучения и коммунистического воспитания учащихся» с вручением ордена Ленина и золотой медали «Серп и Молот» (№ 14978).
Избиралась членом Горийского горкома партии, членом Пленума республиканского комитета профсоюзов работников образования.
Общий педагогический стаж её работы составил 38 лет, из них 32 года трудилась в одной школе. Скончалась в октябре 1969 года после продолжительной болезни.
Награды
- Герой Социалистического Труда
- Орден Ленина
- Орден «Знак Почёта» (24.10.1950)
- Медаль «За трудовое отличие» (17.09.1949)
- Заслуженный учитель Грузинской ССР (18.02.1958)